# 王广森
王广森（1920年—？），男，河南长垣人，中国农业经济学家、统计学家，曾任西北农业大学教授、博士生导师，中国统计学会常务理事。